# Naravni park Rilskega samostana
Naravni park Rilskega samostana (bolgarsko Природен парк Рилски манастир - Priroden park Rilski manastir) je eden največjih [naravnih parkov v Bolgariji, ki obsega 252.535 km2 na zahodnem delu gorskega območja Rila na nadmorski višini med 750 in 2713 metri. Leži v občini Rila, provinci Kjustendil in vključuje gozdove, gorske travnike, alpska območja in 28 ledeniških jezer. Z malo več kot milijonom obiskovalcev je drugi najbolj obiskan naravni park v državi, po naravnem parku Vitoša .
Ustanovljen je bil leta 1992 kot del na novo ustanovljenega narodnega parka Rila. Leta 2000 je bilo nekaj ozemlja narodnega parka dodeljeno samostanu Rila in je bil kategoriziran kot naravni park, ker so po zakonu vsa zemljišča v narodnih parkih izključno v državni lasti. Danes je večina parka v lasti samostana. Park vključuje en naravni rezervat Samostanski gozd Rila s površino 36,65 km2 ali 14 % njegovega celotnega ozemlja.
Park v celoti sodi v kopensko ekoregijo palearktičnega širokolistnega in mešanega gozda znotraj mešanih gozdov Rodopov. Obstaja približno 1400 vrst vaskularnih (višjih) rastlin, 282 vrst mahov in 130 vrst sladkovodnih alg. Živalstvo predstavlja 52 vrst sesalcev, 122 vrst ptic, 12 vrst plazilcev, 11 vrst dvoživk in 5 vrst rib, pa tudi 2600 vrst nevretenčarjev. Endemični Rilski hrast (Quercus protoroburoides) naseljuje le dolino reke Rilske znotraj meja parka in je posebnega ohranjevalnega pomena.
Park je poimenovan po Rilskem samostanu, kulturnem in duhovnem središču Bolgarije, ki ga je v času Prvega bolgarskega cesarstva ustanovil puščavnik in svetnik Janez Rilski v 10. stoletju. Leta 1983 je bil vpisan na seznam Unescove svetovne dediščine.

## Uprava in zgodovina lastništva parka
Naravni park Rilskega samostana upravlja direkcija s sedežem v mestu Rila in je podrejena Izvršni agenciji za gozdove Ministrstva za okolje in vode Bolgarije . Direkcija izvaja državno politiko upravljanja in nadzora zavarovanega območja ter nadzoruje usklajevanje med lastnikom večjega dela parka, Bolgarsko pravoslavno Cerkvijo in državnimi institucijami. Ohranja ekosisteme in biotsko raznovrstnost ter spodbuja okolju prijazen turizem. Park spada v V. kategorijo IUCN (mednarodne unije za varstvo narave). Njegovo ozemlje je vključeno v mrežo naravovarstvenih območij Evropske unije Natura 2000 pod oznako Samostan Rila BG0000496 .
Ozemlje današnjega parka je tesno povezano z Rilskim samostanom vse od njegove ustanovitve v 10. stoletju. Bolgarska cesarja Ivan Asen II. (vladal 1218–1241) in Kaliman I. (vladal 1241–1246) sta darovala samostanu posest z gozdom in pašnikom v dolini reke Rilske, pa tudi v regijah Kjustendil, Blagoevgrad, Melnik in Razlog. Cesar Ivan Šišman (vladal 1371–1395) je samostanske privilegije ponovno potrdil in mu ozemlje še povečal z Rilskim statutom, ki opisuje meje posesti. Po osvoboditvi Bolgarije izpod osmanske vladavine leta 1878 je bilo ozemlje današnjega parka pod jurisdikcijo Rilskega samostana do leta 1947, ko ga je vlada Narodne republike Bolgarije podržavila. Leta 1997 je vlada sprejela zakon, s katerim je dovolila vrnitev podržavljenih gozdov, leta 2000 pa je bila obnovljena nekdanja posest samostana.

## Geografija
Naravni park Rilskega samostana leži v gorovju Rila na jugozahodu države. V celoti leži v občini Rila v provinci Kjustendil s koordinatami med 42 ° 03 'in 42 ° 11' severne širine in 23 ° 12 'do 23 ° 32' vzhodne dolžine. Park zajema zahodni del gore znotraj povodja rek Rilska in Iliica. Od celotne površine 252.535 km2 gozdovi pokrivajo 143.707 km2, alpski travniki pa 130 km2.  Po cesti je park dostopen preko ceste III-107, ki se odcepi s ceste I-1 pri mestu Kočerinovo.

### Relief in geologija
Območja pogorja Rila, ki sodijo v park, tvorijo predvsem metamorfne kamnine – gnajs, biotit,  amfibolit, sljuda, skrilavec in marmor, ki mejijo na sever in vzhod z grobozrnatim granitom, granit-gnajsom, gladkozrnatimi granitnimi in pegmatitnimi žilami. Metamorfni plašč ima splošni naklon proti jugozahodu z magnitudo od 35 do 60 °.
Povprečna višina parka je 1750 m, najvišji vrh pa je Rilec na 2713 m. Dolina reke Rilske od Ribjih jezer do Kirilovega travnika deli ozemlje parka na dva glavna orografska grebena, Skakaviško in Rilecko. Povezana sta z glavnim orografskim in hidrografskim stičiščem gore, vrhom Kanarata (2691 m), skozi katerega prehaja meja med povodjema Črnega in Egejskega morja.
Ledeniški relief je značilen za najvišje območje parka in izvira iz pleistocena. V ledeniških obdobjih so bile meje stalne snežne odeje na 2200 m. Ledeniki so se stopili pred 10–12000 leti. Bili so alpskega tipa in so se spuščali v doline, ki segajo do 1200–1300 m. Dokaz o tej meji so morene ob reki Rilski na nadmorski višini 1250 m. Najbolj značilne značilnosti tega obdobja so krnice v ledeniških dolinah Rilske in njenih pritokov. Številne krnice vsebujejo jezera, kot so Smradlivo jezero, največje ledeniško jezero na Balkanu ali Ribja jezera. 

### Podnebje
Visoka vertikalna amplituda in zahodna usmerjenost dolin rek Rilska in Ilijna v dolino Strume imata pomemben vpliv na podnebje. Neraven teren in termoklina 0,7 ° C na 100 m določata pomembno podnebno razliko med regijami z nižjo in večjo nadmorsko višino v parku. Srednja temperatura v Rilskem samostanu (1175 m nmv) je januarja –2,8 ° C, junija pa 16 ° C, z najnižjo in najvišjo temperaturo –25 ° C in 36 ° C. Srednja letna temperatura na nadmorski višini 2000–2500 m se spreminja v intervalu od 0 do 5 ° C; negativna je nad 2500 m. Za naravni park so značilne pogoste temperaturne inverzije. Število dni s temperaturno inverzijo se giblje med 200 in 220 letno.
Letna količina padavin v spodnjih delih parka je 700–800 mm. Na nadmorski višini 1000-2200 m se giblje med 1050 in 1200 mm, na višjih nadmorskih višinah pa padavine padajo. Najbolj suh je mesec februar, najbolj vlažna meseca pa sta maj in junij. Na večjih nadmorskih višinah je vlažnost zraka 80–85 % in v hladnih in suhih zimskih dneh pade na 30 %. Zaradi orientacije pobočij se do sredine decembra oblikuje trajna snežna odeja. Snežna odeja na približno 1200 m traja 160–180 dni in na višjih nadmorskih višinah doseže 190–200 dni. V marcu je debelina snežne odeje v spodnjih območjih parka 60–70 cm, v alpskem pasu pa lahko preseže 200 cm. Taljenje se začne v prvih desetih dneh aprila. V krnicah se sredi junija topi snežni firn, ki tvori specifičen naravni habitat. 

### Hidrologija
Naravni park Rilskega samostana vsebuje 28 ledeniških jezer na nadmorski višini nad 2200 m. Izvirajo iz številnih hudournikov in potokov, ki tvorijo glavno reko parka, 51 km dolgo Rilsko. Reka izvira pri Ribjih jezerih in se izliva v reko Strumo v bližini mesta Kočerinovo. Porečje obsega 390 km2 in skupni letni pretok je 241,9 milijona m3. Večina vodnega toka izvira iz levih pritokov, ki ležijo na severnih pobočjih grebena. Glavni vodni vir je sneg, ki se nabira v zimskih mesecih.
Večina jezerskih skupin v parku spada v porečje Rilske: Smradlivite jezera, skupina treh jezer, ki vključuje največje ledeniško jezero v Bolgariji s površino 21,2 ha, prostornino 1,72 milijona m3 in globino 28 m; Črno jezero, Hudičevo jezero (sedem jezer), Samostansko jezero (tri jezera), Marinkovsko jezero, Suho jezero in Ribja jezera, največji jezerski kompleks v parku, ki ga sestavljajo štirje subjekti. Porečje reke Ilijne vključuje štiri jezera Karaomerički, Mramorecko jezero in jezero Kamenica.

## Živalstvo in rastlinstvo

### Ekosistemi in habitati
Gozdni ekosistem pokriva 70 % ozemlja parka. Najnižje cone (800–1500 m) zasedajo bukovi gozdovi, sestavljeni predvsem iz bukev (Fagus sylvatica), listavcev, v katerih prevladujejo siva jelša (Alnus incana) in mešani gozdovi bukve, belega gabra (Carpinus betulus) in črnega gabra (Ostrya carpinifolia). Nad temi ekosistemi se nahajajo kserotermični hrastovi gozdovi, kjer prevladuje graden (Quercus petraea), katerega zgornja območja pokrivajo bukev, bela jelka (Abies alba) in bolgarska jelka (Abies borisii-regis). Ekosistemi iglavcev zasedajo nadmorsko višino med 1300 in 2200 m in so sestavljeni iz smreke (Picea abies), balkanskega bora (Pinus peuce), rdečega bora (Pinus sylvestris) in jelke. Sekundarni ekosistemi, ki nadomeščajo pragozdove, pokrivajo 5 % parka, ki ga sestavljajo predvsem trepetlika (Populus tremula), navadna breza (Betula pendula) in navadna leska (Corylus avellana), ki nadomeščajo smrekov in borov gozd. Park je edini habitat lokalne endemične drevesne vrste, rilskega hrasta (Quercus protoroburoides), ki raste le v treh krajih vzdolž doline reke Rilske .
Alpski ekosistemi pokrivajo 20 % površine parka na 2200–2500 m in prevladuje pritlikav planinski bor (Pinus mugo). Druge vrste v teh ekosistemih so zelena jelša (Alnus viridis), vrba Waldstein (Salix waldsteiniana), navadni brin (Juniperus communis), Chamaecytisus absinthioides in Festuca valida. Travni ekosistemi sestavljajo predvsem trajnice, kot so vilovina (Sesleria comosa), travniška bilnica (Festuca riloensis), Agrostis rupestris, itd. Poseben element teh ekosistemov je apnenčasto vegetacijsko območje z vrstami, kot so Elyna bellardii, Carex kitaibeliana, topolista vrba (Salix retusa), mrežolistna vrba (Salix reticulata), alpska velesa (Dryas octopetala), itd.
Naravni park Rilskega samostana spada v kopensko ekoregijo palearktičnega zmernega in mešanega gozda v mešanih gozdovih Rodopov. Park vključuje 85 habitatov, ki temeljijo na metodologiji za usklajevanje informacij o okolju (CORINE), ali 21 % vseh habitatov v Bolgariji. Od tega jih 37 najdemo izključno v gozdnem pasu, 34 v alpskem pasu in 14 v obeh conah.

### Rastlinstvo
V parku živi 1400 vrst vaskularnih rastlin ali 38,88 % celotne raznolikosti Bolgarije. Največ vrst je zgoščenih v iglastem in subalpinskem območju. Največjo koncentracijo vrst najdemo v dolinah rek Ilijna in Radovička ter ob vznožju vrha Kalin. Najmanj raznoliko območje je alpsko z 250–300 vrstami. Obstaja pet florogeografskih komponent - evrazijska (158 vrst), cirkumborealna (135 vrst, vključno z ledeniškimi relikvijami), srednjeevropska (125 vrst), sredozemska (307 vrst) in endemična (123 vrst, vključno s 6 lokalnimi, 27 bolgarskih in 90 balkanskih endemičnih vrst). Najpogostejši lokalni endemiti sta Primula deorum in rilski hrast Quercus protoroburoides, od bolgarskih pa Jasione bulgarica, Alopecurus riloensis, Silene velenovskyana in Viola orbelica. Balkanske endemične vrste vključujejo bolgarsko sreteno Geum bulgaricum, rumeno gorsko lilijo (Lilium jankae), Fritillaria gussichiae, itd. Število reliktnih vrst je 110 ali 7,86 % žilne flore v parku, vključno s 77 ledeniškimi in 33 terciarnimi relikti. 96 vrst je vpisanih v Rdečo knjigo Bolgarije, 14 pa je vključenih na rdeči seznam IUCN.
V parku je 35 drevesnih vrst, kar je 32 % od 109 vrst dreves, ki jih najdemo v Bolgariji. Iglavci predstavljajo 68,3 % gozdov, listavci pa 31,7 %. Povprečna starost gozdov je 99 let; stoletni gozdovi tvorijo 53,7 % celotne gozdne mase.
V gorskem pogorju Rile živi 164 vrst mahov ali 58 % znane raznolikosti. Najvišje koncentracije mahov so ob rekah Rilska in Ilijna, njihovih pritokih in na vlažnih travnikih v alpskem območju in ob njih. 

### Gobe
Število vrst gliv v parku je 306. Razvrščene so v 3 razrede, 26 vrst, 54 družin in 140 rodov. Najpogostejši red so listarji (Agaricales) s 109 vrstami, najbolj raznolike družine pa so kolobarničarke (Tricholomataceae) (62 vrst), golobičarke (Russulaceae) (40 vrst), koprenarke (Cortinariaceae) (31 vrst), ploskocevarke (Coriolaceae) (19 vrst) in cevarke (Boletaceae) (15 vrst).
Vrste z najvišjim ohranjevalnim pomenom je sibirska lupljivka (Suillus sibiricus), ki v Evropi raste le v gozdovih balkanskega bora v Bolgariji in Republiki Makedoniji ter v gozdovih rdečega bora v Alpah. Užitnih gob je 38, med njimi so veličastni kukmak (Agaricus augustus), senožetna kadilčnica (Bovistella utriformis), poprov mlečnik (Lactifluus piperatus), sočni mlečnik  (Lactifluus volemus), modrikasta golobica (Russula cyanoxantha), sivkasta golobica (russula grisea) in olivna golobica (russula olivacea).

### Živalstvo
Naravni park Rilskega samostana poseljujeta 202 vretenčarja. Obstaja 52 vrst sesalcev. Vrst netopirjev je 15 ali 50 % raznolikosti v Bolgariji in 45 % v Evropi. Obstaja 20 vrst majhnih sesalcev: 9 žužkojedi, 1 lagomorfi in 13 glodavci. Med njimi je evropska snežna voluharica relikt. Veliki sesalci vključujejo 13 vrst zveri in 4 sodoprsti kopitarji. Najbolj tipični sesalci v parku so sivi volk, zlati šakal, navadna lisica, rjavi medved, evropski jazbec, evropski dihur, evropska vidra, kuna zlatica, kuna belica, divja mačka, divja svinja, navadni jelen, srna in gams.
Ptičjih vrst v parku je 122, od tega jih vsaj 97 gnezdi. Pomembne plenilske ptice z visoko zaščito so beloglavi jastreb, rjavi jastreb, kraljevi orel in mali orel. Park je eden izmed dveh gnezdišč v državi za južnega sokola in škrlatca. Naravni park je pomembno zatočišče gozdnega jereba, kotorne,  divjega petelina, malega skovika, koconogega čuka, črne žolne, belohrbtega detla, malega muharja, skalnega plezalčka, planinske pevke in planinske kavke. Večina naštetih vrst ima na ozemlju parka vsaj 5 % njihove celotne nacionalne populacije.
Obstaja 12 vrst plazilcev, pri čemer ne štejemo želve Testudo graeca, ki gnezdi tik zunaj meja parka blizu vasi Pastra. Največja raznolikost je v spodnjih conah - 10 vrst. Gozdni rezervat Rilskega samostana hrani 5 vrst plazilcev. Populacija navadnega goža je evropskega pomena. Nacionalnega pomena so populacije navadni slepec, živorodna kuščarica, smokulja in navadni gad.  Dvoživke so predstavljene z 11 vrstami, z največjo raznolikostjo v vlažnih listavcih in gozdnih potokih. Gozdni rezervat je najpomembnejše območje za ohranjanje dvoživk. Tri vrste imajo populacijo državnega pomena: planinski pupek, hribski urh in sekulja.
V ihtiofauni je vključenih 5 vrst rib: pisanec,Barbus cyclolepis, potočna postrv, šarenka in potočna zlatovčica. Omejeno število vrst določa prevladujoča vodna telesa - ledeniška jezera, potoki in zgornji rečni tokovi, ki jih naseljuje malo ribjih vrst. Večina rib je v reki Rilska.
Favna nevretenčarjev je slabo raziskana. Obstaja med 2475 in 2600 identificiranih vrst, vključno s 1703 žuželkami, vendar je njihovo dejansko število ocenjeno na 6500–7000. Glavna žarišča so gozdni rezervat Rilskega samostana, območje okoli Ribjih jezer na vzhodu in akumulacija Kalin ter območja okoli reke Radovičke in Bukovo bardo. Obstaja 96 redkih, 85 endemičnih in 146 reliktnih vrst; 116 je vključenih na svetovni ali evropski seznam ogroženih živali. Nekatere ogrožene vrste so hrošči: Calosoma sycophanta, Carabus intricatus, bukov kozliček; mravlje: Formica lugubris, Formica pratensis, Formica rufa; metulji: gorski apolon, črni apolon, travniški postavnež, Polyommatus eroides, Apatura iris, Carterocephalus palaemon, Colias caucasica, Erebia rhodopensis, Charissa obscurata, Limenitis populi, Melitaea trivia, Zerynthia polyx; druge žuželke: navadna metuljčnica.

## Kulturna in zgodovinska dediščina
Glavni arhitekturni spomenik v parku je Rilski samostan, ki stoji na nadmorski višini 1147 m in je bil leta 1983 vpisan na seznam Unescove svetovne dediščine. Samostan velja za kulturno in duhovno središče Bolgarije. S svojo arhitekturo in freskami predstavlja mojstrovino ustvarjalnega genija bolgarskega ljudstva in je močno vplival na arhitekturo in estetiko na območju Balkana. 
Samostan je ustanovil srednjeveški bolgarski puščavnik in svetnik Janez Rilski v času vladanja cesarja Petra I. Bolgarskega (vladal 927–969). Razvil se je v eno glavnih zibelk bolgarske kulture, literature in duhovnosti, bogato so ga obdarovali bolgarski cesarji. V 13. stoletju so relikvije Janeza Rilskega prenesli v glavno mesto Tarnovo, vendar so jih po padcu Bolgarskega cesarstva pod osmansko oblast leta 1469 vrnili v samostan. Samostan je ostal pomembno središče romanja. V 18. stoletju je postal eno glavnih središč bolgarskega narodnega preporoda. 
Samostanski kompleks obsega površino 8800 m2 in je sestavljen iz cerkve, obrambnega stolpa in samostanskih celic, ki obdajajo notranje dvorišče. Zunanjost kompleksa spominja na trdnjavo s svojimi visokimi kamnitimi zidovi in malo okni. Najstarejša ohranjena zgradba je 23 m visok Hreljov stolp, zgrajen leta 1334–1335 na ukaz fevdalca Hrelja. V petnadstropnem stolpu je kapela, ki je posvečena Spreobrnjenju in okrašena s freskami iz druge polovice 14. stoletja. Ostale srednjeveške stavbe so bile v požaru v začetku 19. stoletja uničene. Cerkev Marijinega vnebovzetja s petimi kupolami je bila zgrajena leta 1833. Vsebuje spektakularne freske, v njej je veličastni izrezljani leseni ikonostas, ki je bil narejen leta 1842. Bivalni del vsebuje približno 300 sob, štiri kapele, opatovo sobo, kuhinjo, knjižnico z 250 rokopisi in 9000 starimi tiskanimi knjigami ter sobo donatorjev. Ima prostorne verande, dekoracijo z leseno rezbarijo, slike in pohištvo. 
Osrednji del samostanskega muzeja je Rafailov križ, leseni križ iz enega samega kosa lesa, ki meri 81 × 43 cm. Vsebuje 104 svetopisemske prizore in 650 miniaturnih figur. Križ je izrezljal menih po imenu Rafail. Celoten postopek je trajal 12 let, menih pa je ob koncu dela leta 1802 oslepel.